# David Byrne (musicien)
Pour les articles homonymes, voir David Byrne et Byrne.
David Byrne, né le 14 mai 1952 à Dumbarton (Écosse), est un musicien, cinéaste et artiste écossais naturalisé américain, notamment connu comme cofondateur et principal auteur des chansons du groupe de new wave Talking Heads.

## Premières années
Deux ans après la naissance de David Byrne en Écosse, ses parents s'installent en Ontario (Canada), puis à Arbutus, Maryland, (États-Unis), quand il a huit ans.
Il suit des cours à la Rhode Island School of Design (RISD) et plus tard au Maryland Institute College of Art.

## Carrière musicale

### Avec les Talking Heads

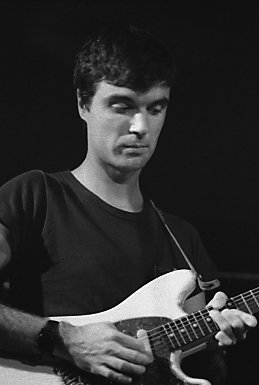
David Byrne avec les Talking Heads à Toronto.

En 1974, il crée les Talking Heads avec deux condisciples de la RISD, Chris Frantz et Tina Weymouth. Il est le chanteur et guitariste du groupe.
Sa gestuelle inhabituelle sur scène – le magazine Actuel le compare un jour à Anthony Perkins dans Psychose – et ses textes décalés contribuent au style unique des Talking Heads.

### Carrière solo
Parallèlement à sa participation au groupe, David Byrne mène d'autres projets. En 1981, avec Brian Eno, producteur des Talking Heads depuis plusieurs années, il réalise l'album My Life In The Bush of Ghosts, un des premiers disques à systématiser l'emploi de procédés développés par des artistes de la pop à partir de la seconde moitié des années 1960 : collages et échantillonnages sonores, emploi de musiques ethniques en préfiguration de la world music. Il suivait ainsi la piste initiée au sein des Talking Heads en 1980 avec l'album Remain in Light qui métissait rock et rythmiques africaines.
Également en 1981, David Byrne travaille avec la chorégraphe Twyla Tharp, réalisant le ballet The Catherine Wheel, qui est ensuite représenté à Broadway cette année-là. Sa chanson Radio Head dans l'album de son groupe True Stories en 1986 sera à l'origine du nom du groupe britannique  Radiohead. En 2019, c'est d'ailleurs lui qui prononce le discours d'intronisation de Radiohead au Rock and Roll Hall of Fame.
Byrne a fondé un label de disques de world music, Luaka Bop, qui produit des artistes comme Cornershop, Os Mutantes, Los de Abajo, Jim White, Zap Mama ou Tom Zé.
David Byrne a participé ou collaboré à de nombreux albums et spectacles. On peut citer, parmi beaucoup d'autres :
- la musique pour le spectacle de danse contemporaine In Spite of wishing and wanting de Wim Vandekeybus en 1999 ;
- le chant dans la chanson Under Heavy Manners de Robert Fripp sur l'album God Save the Queen/Under Heavy Manners sous le pseudonyme Absalm el Habib;
- la production de l'album Mesopatamia des B-52's ;
- le duo vocal avec Selena sur son album Dreaming of You ;
- la production ou coproduction de nombreux albums publiés par son label Luaka Bop ;
- la reprise de son single Like Humans Do comme musique de démonstration pour Windows Media Player par Microsoft en 2001[3] ;
- l'album commun avec St. Vincent baptisé Love This Giant en 2012[4].

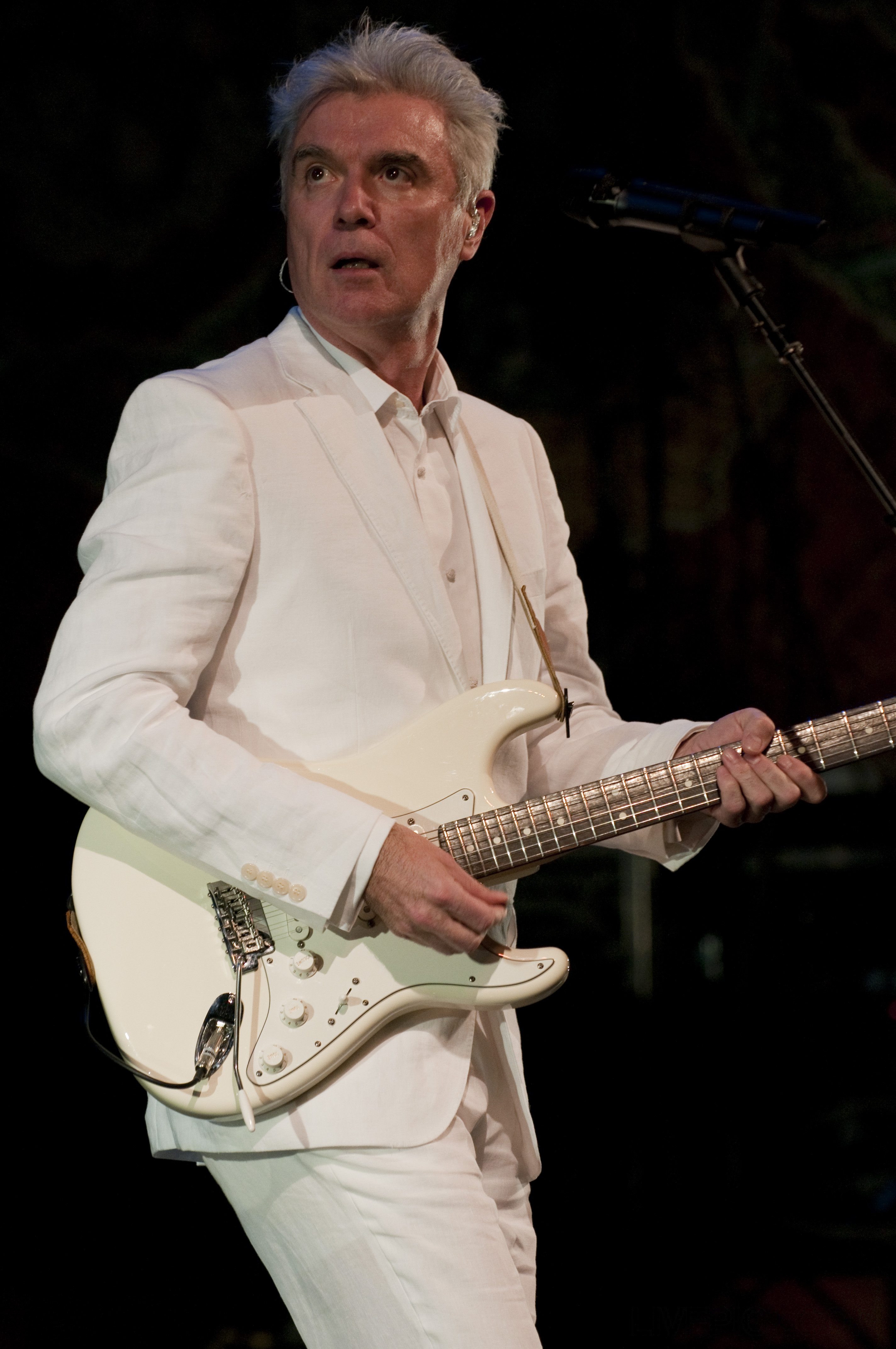
David Byrne en 2009.

En mars 2004, David Byrne a publié un album solo, Grown Backwards, suivi d'une tournée qui s'est achevée en août 2005.
En 2004, il participe, avec la chanson My Fair Lady, au Wired CD, un album diffusé gratuitement sur Internet et vendu avec un numéro du magazine Wired, sous licence Creative Commons.
Fin 2005, David Byrne a commencé à travailler avec Fatboy Slim à un opéra disco, Here Lies Love, fondé sur la vie d'Imelda Marcos, ancienne « première dame » controversée des Philippines. L'album est sorti en avril 2010. De nombreuses chanteuses y participent : Santigold, Shara Worden, Florence Welch, Sharon Jones, Martha Wainwright, Cyndi Lauper, Tori Amos, Natalie Merchant et la Française Camille.
En 2007, il publie dans Wired Survival Strategies for Emerging Artists — and Megastars,, un long article sur le bouleversement du marché et l'industrie de la musique à la suite de la crise du disque et ses perspectives. En 2009, il publie Bicycle, journal de voyage illustré de photos, où se mêlent réflexions philosophiques, sociologiques et urbanistiques suscitées par ses déplacements sur un vélo pliable. Le livre a été traduit en français en 2011. L'introduction est librement accessible sur son site.
Quatorze ans après la sortie de ses derniers travaux solo, David Byrne annonce le lundi 8 janvier 2018 la sortie imminente d'un nouvel album solo lors d'une conférence new-yorkaise nommée Reasons To Be Cheerful, retransmise en live sur Facebook. Ce nouvel album, produit (entre-autres) par Brian Eno et nommé American Utopia (avec la participation d'Anna Calvi), sort le 9 mars 2018.

### Discographie

#### Albums studio
- 1989 - Rei Momo
- 1992 - Uh-Oh
- 1994 - David Byrne
- 1997 - Feelings
- 2001 - Look into the Eyeball
- 2004 - Grown Backwards
- 2018 - American Utopia[10]
- 2025 - Who Is the Sky?

#### Albums en public
- 1993 : Between the Teeth
- 2001 : David Byrne Live at Union Chapel
- 2007 : Live from Austin, Texas
- 2009 : Everything That Happens Will Happen on This Tour – David Byrne on Tour: Songs of David Byrne and Brian Eno
- 2012 : Live at Carnegie Hall
- 2019 : American Utopia on Broadway

#### Collaborations et bandes sonores
- 1980 : God Save the Queen / Under Heavy Manners de Robert Fripp
- 1981 : My Life In The Bush of Ghosts (Avec Brian Eno)
- 1981 : The Catherine Wheel
- 1985 : Music for the Knee Plays
- 1986 : Sounds from True Stories
- 1987 : The Last Emperor
- 1990 : Participation à l'album contre le Sida Red, hot and blue, avec une reprise de la chanson Don't fence me in.
- 1991 : The Forest
- 1997 : The Visible Man
- 1999 : In Spite of Wishing and Wanting
- 2003 : Lead Us Not Into Temptation: Music from the film Young Adam
- 2004 : Chanson My Fair Lady dans le Wired CD
- 2006 : Chanson asa branca sur l'album Bonfires of Sao Joao du groupe Forro in the dark
- 2008 : Everything That Happens Will Happen Today (avec Brian Eno)
- 2008 : Big Love : Hymnal
- 2010 : Here Lies Love (en) (avec Fatboy Slim)
- 2010 : Chanson  Appartment Wrestling sur l'album Maximum Balloon du groupe éponyme
- 2012 : Love This Giant (avec St. Vincent)

## Carrière au cinéma

### Bandes sonores
David Byrne a participé à la bande sonore de plusieurs films, en particulier pour Le Dernier Empereur de Bernardo Bertolucci, en collaboration avec Ryūichi Sakamoto et Cong Su.

### Carrière de réalisateur
Il a réalisé et joué dans le film True Stories (1986), un faux documentaire sur une ville fictive du Texas, où l'on suit plusieurs personnages singuliers, avec en bande sonore plusieurs morceaux de David Byrne et des Talking Heads, dont les membres font des apparitions dans le film. L'acteur John Goodman y tient un de ses premiers grands rôles.
David Byrne a également réalisé les films Île Aiye et Between the Teeth.
Il est membre du jury lors de la Mostra de Venise 2011 et lors de Festival de Saint-Sébastien 2013.

### Filmographie

#### Comme compositeur
- 1998 : Lulu on the Bridge : 'Laughing Man' Escort
- 1986 : True Stories
- 1987 : Le Dernier empereur (The Last Emperor)
- 1988 : Veuve mais pas trop (Married to the Mob)
- 1992 : The Catherine Wheel (TV)
- 2002 : In Spite of Wishing and Wanting
- 2003 : Young Adam
- 2007 : Big Love (TV) (saison 2)

#### Comme acteur
- 1975 : The True Story of Eskimo Nell
- 1977 : Victor Frankenstein : Felix
- 1986 : True Stories : Narrator / Lip-Syncher / Talking Heads singer
- 1989 : Checking Out de  David Leland : Bartender
- 2003 : Les Simpsons (saison 14, épisode 18) : lui-même
- 2011 : This Must Be the Place, de Paolo Sorrentino : lui-même

#### Comme réalisateur
- 1986 : True Stories
- 1989 : Ilê Aiyê
- 1994 : Between the Teeth

#### Comme scénariste
- 1986 : True Stories
- 1989 : Ilê Aiyê

## Carrière de photographe
Également photographe, il a exposé ses travaux dans des galeries et musées à travers le monde. Ses images sont parfois employées dans des installations artistiques.

## Carrière d'artiste graphique
David Byrne a réalisé des séries d'estampes, notamment une série conservée au Museum of Modern Art, constituée de sérigraphies, d'une gravure à l'eau-forte et à l'aquatinte.